# Гостовська
Го́стовська (рос. Гостовская) — присілок у складі Шабалінського району Кіровської області, Росія. Входить до складу Гостовського сільського поселення.
Населення становить 36 осіб (2010, 49 у 2002).
Національний склад станом на 2002 рік — росіяни 94 %.